# Franklin (Tennessee)
Franklin település az Amerikai Egyesült Államok Tennessee államában, Williamson megyében, melynek megyeszékhelye is. Lakosainak száma 83 454 fő (2020. április 1.).

## Népesség
A település népességének változása:
| Lakosok száma | 62 487 | 68 886 | 83 454 |
|               | 2010   | 2013   | 2020   |